# Protestos no Mali em 2020
Os protestos de 2020 no Mali começaram em 5 de junho de 2020, quando manifestantes se reuniram nas ruas de Bamako, Mali, pedindo que Ibrahim Boubacar Keïta renunciasse ao cargo de presidente do país. A crise politica agravou-se com advertências sobre um possível motim. Em 18 de agosto, ocorreram tiroteios nas ruas de Kati que conduziram a um golpe de Estado no mesmo dia. O presidente e o primeiro-ministro foram detidos à tarde e os soldados amotinados anunciaram eleições e governo civil. À meia-noite de 18 de agosto, o presidente anunciou que deixará o poder e se demitirá, o que provocou comemorações nas ruas do Mali a partir de 20 de agosto.  

## Histórico

### Antecedentes
As razões que espoletaram os protestos e a crise política estão a instabilidade de segurança no centro e norte do país devido a violência intercomunitária e jihadista, a estagnação econômica, a corrupção, o sequestro de Soumaila Cissé - um líder da oposição - e a disputa pelos resultados das eleições legislativas de março-abril de 2020. 
A tensão estava fervilhando desde que irregularidades foram relatadas durante as eleições presidenciais de 2018. 
A Guerra do Mali em curso também agravava a situação do país. Os relatórios da Human Rights Watch (HRW) documentaram abusos do exército contra civis nas regiões centrais de Mopti e Ségou, dezenas de ataques por grupos armados em 2019 que resultaram em 456 civis mortos e centenas de feridos.  Outras doze pessoas foram mortas devido aos ataques de dissidentes fulas em Mopti em abril. 
Os opositores também questionaram a forma como o governo lidou com a pandemia de COVID-19. Os dois primeiros casos foram notificados em 25 de março de 2020,  e no final de maio havia 1.265 casos e 77 mortes. 

### Primeiro turno das eleições de 2020
Após repetidos adiamentos,  o primeiro turno das eleições parlamentares de 2020 foi finalmente realizado em 29 de março de 2020.
O líder da oposição Soumaïla Cissé e membros de sua equipe eleitoral foram sequestrados por jihadistas três dias antes da eleição; seu paradeiro é desconhecido. 
As assembleias de voto foram saqueadas, os líderes de aldeias foram sequestrados e uma bomba à beira da estrada matou nove pessoas, incluindo três soldados, no dia das eleições, 29 de março.  A participação eleitoral foi mantida em apenas 12% em Bamako. 

### Segundo turno das eleições de 2020 e crise pós-eleitoral
Preocupações relacionadas com a violência dominaram o segundo turno das eleições.  Pelo menos 25 soldados foram mortos em um ataque a uma base militar na cidade de Bamba, região de Gao, no norte do país, em 6 de abril 
Os incidentes de 19 de abril impediram que algumas pessoas votassem e, em 30 de abril, o Tribunal Constitucional anulou os resultados em 31 distritos, dando ao Rassemblement pour le Mali, liderado pelo presidente Ibrahim Boubacar Keita, dez assentos a mais do que o esperado.  Os partidos de oposição liderados pelo Imame Mahmoud Dicko estabeleceram o Movimento 5 de Junho - Reunião das Forças Patrióticas (Mouvement du 5 juin - Rassemblement des forces patriotiques, em francês) em 30 de maio, e milhares foram às ruas em protesto em 5 de junho. 
Boubou Cissé foi reconduzido ao cargo de primeiro-ministro em 11 de junho, quando foi instruído a formar um novo governo.
Dezenas de milhares de malineses protestaram novamente em 19 de junho, exigindo a renúncia do presidente Keita. 
Em 20 de junho, a Comunidade Econômica dos Estados da África Ocidental (CEDEAO) solicitou a realização de novas eleições. 
O presidente Ibrahim Boubacar Keïta e o imame Mahmoud Dicko se reuniram em 5 de julho,  mas a oposição continuou a apelar à desobediência civil para forçar a renúncia de Keïta e a dissolução do Parlamento. 
Os protestos se tornaram violentos em 10 de julho.  Nos três dias seguintes, os manifestantes em Bamako entraram em confronto com as forças de segurança,  que teriam disparado munição real contra os manifestantes, matando pelo menos 11 e ferindo 124. 
Em 23 de julho, os presidentes Muhammadu Buhari (Nigéria), Mahamadou Issoufou (Níger), Nana Akufo-Addo (Gana), Alassane Ouattara (Costa do Marfim) e Macky Sall (Senegal) chegaram a Bamako para se reunirem com o presidente Keita e os líderes da oposição após uma missão de mediação da CEDEAO fracassada. 
Em 27 de julho, a CEDEAO solicitou a criação de um governo de unidade e advertiu sobre sanções. 
Nove novos juízes, considerados apoiantes de Keita, foram nomeados para o Tribunal Constitucional a 10 de agosto, em resposta aos pedidos de reforma da CEDEAO. 
Milhares se reuniram na Praça da Independência em Bamako em 11 de agosto, onde foram recebidos com gás lacrimogêneo e canhões de água. 
A oposição anunciou protestos diários a partir de 17 de agosto. 

### Consequências: Golpe de Estado
Soldados amotinados prenderam o presidente Ibrahim Boubacar Keïta e o primeiro-ministro Boubou Cissé após assumirem um acampamento militar perto de Bamako na manhã de 18 de agosto. 
No início da manhã de 19 de agosto, o presidente Ibrahim Boubacar Keïta anunciou sua renúncia e dissolveu o parlamento.  Mahmoud Dicko anunciou que estava deixando a política.  O coronel Assimi Goïta é nomeado para chefiar o novo governo, o Comitê Nacional para a Salvação do Povo (em francês: Comité national pour le salut du peuple, CNSP). 